# オスカル・ボニエク・ガルシア
オスカル・ボニエク・ガルシア・ラミレス（Óscar Boniek García Ramírez 、1984年9月4日 - ）は、ホンジュラス出身の元同国代表プロサッカー選手。現役時代のポジションはMF。

## 経歴

### クラブ
CDオリンピアでのプレーを経て、2012年6月7日にMLSのヒューストン・ダイナモに移籍。

### 代表
2005年7月、親善試合のカナダ代表戦でホンジュラス代表デビュー。以来ホンジュラス代表の中心選手として、コパ・セントロアメリカーナ（旧・UNCAFカップ）に4度（2007、2009、2011、2013）、CONCACAFゴールドカップに5度（2005、2007、2011、2015、2017）参加した。
FIFAワールドカップには2度参加しており、2010年南アフリカ大会では出場機会がなかったものの、続く2014年ブラジル大会では3試合に出場した。
2015年9月4日、この日開催されたベネズエラ戦に出場し通算100キャップを達成した。2018年6月現在、ホンジュラス代表史上4位となる125キャップを記録している。

## 代表歴

### 出場大会
- ホンジュラス代表
  - 2010 FIFAワールドカップ
  - 2014 FIFAワールドカップ

### 試合数
- 国際Aマッチ 134試合 3得点（2005年-2021年）[12]

| ホンジュラス代表 | 国際Aマッチ | 国際Aマッチ |
| 年               | 出場        | 得点        |
| ---------------- | ----------- | ----------- |
| 2005             | 7           | 0           |
| 2006             | 4           | 0           |
| 2007             | 17          | 0           |
| 2008             | 4           | 0           |
| 2009             | 8           | 0           |
| 2010             | 8           | 1           |
| 2011             | 14          | 0           |
| 2012             | 11          | 0           |
| 2013             | 16          | 1           |
| 2014             | 8           | 0           |
| 2015             | 12          | 0           |
| 2016             | 7           | 1           |
| 2017             | 9           | 0           |
| 2018             | 0           | 0           |
| 2019             | 0           | 0           |
| 2020             | 1           | 0           |
| 2021             | 8           | 0           |
| 通算             | 134         | 3           |

### 得点
| #  | 開催日        | 開催地               | 対戦国         | 得点 | 結果 | 試合概要                    |
| -- | ------------- | -------------------- | -------------- | ---- | ---- | --------------------------- |
| 1. | 2010年9月4日  | ロサンゼルス         | エルサルバドル | 1–1  | 2–2  | 親善試合                    |
| 2. | 2013年6月11日 | テグシガルパ         | ジャマイカ     | 2–0  | 2–0  | 2014 FIFAワールドカップ予選 |
| 3. | 2016年3月29日 | サン・ペドロ・スーラ | エルサルバドル | 1–0  | 2–0  | 2018 FIFAワールドカップ予選 |

## 人物
ミドルネームの「ボニエク」は元サッカーポーランド代表選手のズビグニェフ・ボニエクに由来。父親もCDオリンピアなどでプレー経験のあるサッカー選手であった。既婚者で、二男一女の父である。
グリーンカードを所有しているため、MLSでは国内選手扱いとなっている。

## タイトル

### クラブ
CDオリンピア
- ホンジュラス・プロサッカー・ナショナルリーグ (8): 2004–05 C, 2005–06 A, 2005–06 C, 2007–08 C, 2008–09 C, 2009–10 C, 2011–12 A, 2011–12 C

ヒューストン・ダイナモ
- USオープンカップ (1): 2018
- MLSイースタン・カンファレンス (1):  2012

### 代表
- コパ・セントロアメリカーナ (1): 2011